# Campeonato Mundial de Atletismo Júnior de 2012 - 800 m masculino
A prova dos 800 metros rasos masculino do Campeonato Mundial de Atletismo Júnior de 2012 ocorreu entre os dias 13 e 15 de julho em Barcelona, na Espanha. 

## Recordes
Antes desta competição, os recordes mundiais e do campeonato nesta prova eram os seguintes:
|     | Nome         | Nacionalidade | Tempo   | Local | Data                   |
| --- | ------------ | ------------- | ------- | ----- | ---------------------- |
| WJR | Abubaker Kak | Sudão         | 1:42.69 | Oslo  | 6 de junho de 2008     |
| CR  | Benson Koech | Quênia        | 1:44.77 | Seul  | 18 de setembro de 1992 |

Os seguintes recordes mundiais ou do campeonato foram estabelecidos durante esta competição: 
| Data        | Evento | Nome       | Nacionalidade | Tempo   | Notas                 |
| ----------- | ------ | ---------- | ------------- | ------- | --------------------- |
| 15 de julho | Final  | Nijel Amos | Botswana      | 1:43.79 | Recorde do campeonato |

## Medalhistas
| Ouro             | Prata               | Bronze                     |
| Nijel Amos (BOT) | Timothy Kitum (KEN) | Edwin Kiplagat Melly (KEN) |

## Cronograma
Todos os horários são locais (UTC+1).
| Data        | Hora  | Evento        |
| ----------- | ----- | ------------- |
| 13 de julho | 12:20 | Eliminatórias |
| 14 de julho | 20:15 | Semifinal     |
| 15 de julho | 19:25 | Final         |

## Resultados

### Eliminatórias
Qualificação: Os 3 primeiros de cada bateria (Q) e os 3 tempos mais rápidos (q). 
| Posição | Bateria | Raia | Atleta                | Nacionalidade     | Tempo   | Notas           |
| ------- | ------- | ---- | --------------------- | ----------------- | ------- | --------------- |
| 1       | 3       | 2    | Jamal Hairane         | Catar             | 1:47.61 | Q,              |
| 2       | 3       | 6    | Jena Umar             | Etiópia           | 1:47.80 | Q               |
| 3       | 4       | 4    | Timothy Kitum         | Quênia            | 1:47.96 | Q               |
| 4       | 4       | 5    | Mohamed Belbachir     | Argélia           | 1:48.24 | Q,              |
| 5       | 1       | 8    | Edwin Kiplagat Melly  | Quênia            | 1:48.27 | Q,              |
| 6       | 2       | 1    | Nijel Amos            | Botswana          | 1:48.31 | Q               |
| 7       | 3       | 5    | Žan Rudolf            | Eslovênia         | 1:48.63 | Q               |
| 8       | 2       | 6    | Elnazeer Abdelgader   | Sudão             | 1:48.66 | Q,              |
| 9       | 1       | 2    | Wesley Vazquez        | Porto Rico        | 1:48.78 | Q               |
| 9       | 4       | 2    | Tyler Smith           | Canadá            | 1:48.78 | Q               |
| 11      | 3       | 4    | Shaquille Dill        | Bermudas          | 1:49.06 | q,              |
| 12      | 2       | 2    | Anthonio Mascoll      | Barbados          | 1:49.31 | Q               |
| 12      | 3       | 3    | Nikolaus Franzmair    | Áustria           | 1:49.31 | q, NJR          |
| 14      | 1       | 9    | Ben Waterman          | Reino Unido       | 1:49.48 | Q               |
| 15      | 2       | 5    | Shaquille Walker      | Estados Unidos    | 1:49.55 | q               |
| 16      | 1       | 4    | Brad Mathas           | Nova Zelândia     | 1:49.73 |                 |
| 17      | 3       | 8    | Joren Bouckaert       | Bélgica           | 1:49.74 |                 |
| 18      | 7       | 7    | Brandon McBride       | Canadá            | 1:49.77 | Q               |
| 19      | 7       | 6    | Sho Kawamoto          | Japão             | 1:50.12 | Q               |
| 20      | 2       | 7    | Johan Rogestedt       | Suécia            | 1:50.25 |                 |
| 21      | 2       | 9    | Daniel Andújar        | Espanha           | 1:50.30 |                 |
| 22      | 7       | 1    | Kevin Stadler         | Alemanha          | 1:50.39 | Q               |
| 23      | 4       | 1    | Sean Molloy           | Reino Unido       | 1:50.43 |                 |
| 24      | 6       | 8    | Radouane Baaziri      | Marrocos          | 1:50.45 | Q               |
| 24      | 1       | 1    | Guilherme Pinto       | Portugal          | 1:50.45 | Recorde pessoal |
| 26      | 6       | 4    | Thapelo Madiba        | África do Sul     | 1:50.52 | Q               |
| 27      | 6       | 9    | Muayad Mohamed Ahmed  | Catar             | 1:50.57 | Q               |
| 28      | 7       | 5    | Oleksandr Shelest     | Ucrânia           | 1:50.70 | Recorde pessoal |
| 29      | 2       | 3    | Filip Ingebrigtsen    | Noruega           | 1:50.74 |                 |
| 30      | 1       | 3    | Tanner Sork           | Estados Unidos    | 1:50.80 |                 |
| 31      | 7       | 3    | Víctor Emilio Ortiz   | Costa Rica        | 1:51.01 |                 |
| 32      | 6       | 3    | Brecht Bertels        | Bélgica           | 1:51.18 |                 |
| 33      | 3       | 9    | Robert Lister         | Austrália         | 1:51.42 |                 |
| 34      | 7       | 4    | Alejandro Peirano     | Chile             | 1:51.45 |                 |
| 35      | 4       | 9    | Ignacio Díaz-Cano     | Espanha           | 1:51.62 |                 |
| 36      | 5       | 3    | Mark English          | Irlanda           | 1:51.74 | Q               |
| 37      | 6       | 7    | Mohamed Amine Layachi | Argélia           | 1:51.84 |                 |
| 38      | 5       | 7    | Dennis Krüger         | Alemanha          | 1:51.86 | Q               |
| 39      | 7       | 9    | Karl Griffin          | Irlanda           | 1:51.98 |                 |
| 40      | 6       | 2    | Žan Kozan             | Eslovênia         | 1:52.01 |                 |
| 41      | 7       | 2    | Soufiane El Kabbouri  | Itália            | 1:52.11 |                 |
| 42      | 4       | 8    | Valentin Voicu        | Roménia           | 1:52.18 |                 |
| 43      | 4       | 7    | Christos Dimitriou    | Chipre            | 1:52.59 |                 |
| 44      | 7       | 8    | Geabel Ali Al-Muradi  | Iêmen             | 1:52.73 | Recorde pessoal |
| 45      | 4       | 6    | Alberto Mamba         | Moçambique        | 1:52.91 |                 |
| 46      | 2       | 8    | Mark London           | Trinidad e Tobago | 1:53.23 |                 |
| 47      | 1       | 6    | Shota Kozuma          | Japão             | 1:53.40 |                 |
| 48      | 5       | 1    | Dominik Stadlmann     | Áustria           | 1:53.78 | Q               |
| 49      | 5       | 8    | Artur Kuciapski       | Polónia           | 1:53.95 |                 |
| 50      | 5       | 6    | Joel Hogarth          | Austrália         | 1:53.98 |                 |
| 51      | 1       | 7    | Roald H. Frøskeland   | Noruega           | 1:54.12 |                 |
| 52      | 6       | 6    | Julian Oakley         | Nova Zelândia     | 1:54.74 |                 |
| 53      | 6       | 5    | Nemanja Kojić         | Sérvia            | 1:54.79 |                 |
| 54      | 5       | 2    | Jorge Collares        | Uruguai           | 1:55.19 | Recorde pessoal |
| 55      | 3       | 7    | Jacopo Lahbi          | Itália            | 1:55.45 |                 |
| 56      | 2       | 4    | Alex Beddoes          | Ilhas Cook        | 1:58.30 | NJR             |
| 57      | 5       | 5    | Mohamed Ahmed Ismail  | Sudão             | 1:58.65 |                 |
| 58      | 1       | 5    | Agit Mutlu            | Turquia           | 2:00.60 |                 |
| 59      | 4       | 3    | Rondre Lewis          | Belize            | 2:03.67 | Recorde pessoal |
|         | 5       | 9    | Fiker Belete          | Etiópia           | DSQ     |                 |
|         | 5       | 4    | Carlos Díaz           | Chile             | DNS     |                 |

### Semifinal
Qualificação: Os 2 primeiros de cada bateria (Q) e os 2 tempos mais rápidos (q). 
| Posição | Bateria | Raia | Atleta               | Nacionalidade  | Tempo   | Notas |
| ------- | ------- | ---- | -------------------- | -------------- | ------- | ----- |
| 1       | 3       | 8    | Edwin Kiplagat Melly | Quênia         | 1:47.08 | Q,    |
| 2       | 3       | 5    | Wesley Vazquez       | Porto Rico     | 1:47.37 | Q     |
| 3       | 3       | 6    | Brandon McBride      | Canadá         | 1:47.69 | q     |
| 4       | 3       | 7    | Mark English         | Irlanda        | 1:47.77 | q     |
| 5       | 3       | 4    | Radouane Baaziri     | Marrocos       | 1:48.10 |       |
| 6       | 2       | 5    | Timothy Kitum        | Quênia         | 1:49.09 | Q     |
| 7       | 2       | 8    | Mohamed Belbachir    | Argélia        | 1:49.46 | Q     |
| 8       | 1       | 7    | Nijel Amos           | Botswana       | 1:49.67 | Q     |
| 9       | 2       | 4    | Jena Umar            | Etiópia        | 1:49.68 |       |
| 10      | 3       | 3    | Nikolaus Franzmair   | Áustria        | 1:49.71 |       |
| 11      | 3       | 2    | Muayad Mohamed Ahmed | Catar          | 1:49.79 |       |
| 12      | 1       | 9    | Dennis Krüger        | Alemanha       | 1:49.89 | Q     |
| 12      | 2       | 6    | Jamal Hairane        | Catar          | 1:49.89 |       |
| 14      | 1       | 5    | Žan Rudolf           | Eslovênia      | 1:49.93 |       |
| 15      | 2       | 7    | Sho Kawamoto         | Japão          | 1:50.17 |       |
| 16      | 2       | 9    | Elnazeer Abdelgader  | Sudão          | 1:51.18 |       |
| 17      | 2       | 2    | Shaquille Walker     | Estados Unidos | 1:51.43 |       |
| 18      | 3       | 9    | Anthonio Mascoll     | Barbados       | 1:51.44 |       |
| 19      | 1       | 2    | Shaquille Dill       | Bermudas       | 1:51.66 |       |
| 20      | 2       | 3    | Kevin Stadler        | Alemanha       | 1:52.23 |       |
| 21      | 1       | 3    | Dominik Stadlmann    | Áustria        | 1:52.43 |       |
| 22      | 1       | 6    | Thapelo Madiba       | África do Sul  | 1:53.10 |       |
| 23      | 1       | 8    | Ben Waterman         | Reino Unido    | 1:53.78 |       |
| 24      | 1       | 4    | Tyler Smith          | Canadá         | 1:54.95 |       |

### Final
A prova final foi realizada no dia 15 de julho ás 19:25. 
| Posição           | Faixa | Atleta               | Nacionalidade | Tempo   | Notas                 |
| ----------------- | ----- | -------------------- | ------------- | ------- | --------------------- |
| Medalha de ouro   | 6     | Nijel Amos           | Botswana      | 1:43.79 | Recorde do campeonato |
| Medalha de prata  | 5     | Timothy Kitum        | Quênia        | 1:44.56 |                       |
| Medalha de bronze | 4     | Edwin Kiplagat Melly | Quênia        | 1:44.79 | Recorde pessoal       |
| 4                 | 7     | Wesley Vazquez       | Porto Rico    | 1:45.29 | NJR                   |
| 5                 | 3     | Mark English         | Irlanda       | 1:46.02 |                       |
| 6                 | 9     | Brandon McBride      | Canadá        | 1:46.07 | NJR                   |
| 7                 | 8     | Mohamed Belbachir    | Argélia       | 1:46.70 | NJR                   |
| 8                 | 2     | Dennis Krüger        | Alemanha      | 1:46.92 | Recorde pessoal       |

Legenda
| Recorde mundial       | Recorde mundial (World record)               |                       | Recorde africano                      | Recorde africano (African) |                                           | Q | Classificado por posição (Qualified) |
| Recorde do campeonato | Recorde do campeonato (Championship record)  | Recorde da América    | Recorde da América (Americas)         | q                          | Classificado por melhor tempo (Qualified) |   |                                      |
| Melhor marca do ano   | Melhor marca do ano (World leading)          | Recorde asiático      | Recorde asiático (Asian)              | DNS                        | Não largou (Did not start)                |   |                                      |
| Recorde nacional      | Recorde nacional (National record)           | Recorde europeu       | Recorde europeu (European)            | DNF                        | Não terminou (Did not finish)             |   |                                      |
| Recorde pessoal       | Recorde pessoal do atleta (Personal best)    | Recorde da Oceania    | Recorde da Oceania (Oceania)          | DSQ / DQ                   | Desclassificado (Disqualified)            |   |                                      |
| Recorde da temporada  | Recorde da temporada do atleta (Season best) | Recorde sul-americano | Recorde sul-americano (South America) | NM                         | Sem marca (No mark)                       |   |                                      |